# Kenny Lala
Pour les articles homonymes, voir Lala.
Kenny Lala est un footballeur français né le 3 octobre 1991 à Villepinte. Il évolue au poste d'arrière droit au Stade brestois 29.

## Biographie
Première recrue du Valenciennes FC lors de la saison 2011-2012, Kenny Lala ne parvient pas à s'imposer. Il n'apparaît qu'en cours de match opposant le VAFC au Stade Rennais. C'est face à cette équipe qu'il marque son premier but en Ligue 1 l'année suivante.
Habitué à occuper le couloir droit, il est repositionné dans l'axe à la fin de la saison 2014-2015 par l'entraîneur de Valenciennes, David Le Frapper.
Le 30 juin 2015, libre de tout contrat, il signe pour 3 ans au RC Lens,. Le 6 novembre 2015, il inscrit un but du milieu de terrain à la 90e minute, qui offre la victoire aux siens 2-1 à Auxerre mais provoque des polémiques
Le 12 juin 2017, il s'engage pour deux saisons avec le RC Strasbourg Alsace, tout juste promu en Ligue 1.
Lors de la saison 2017-2018, il s'impose comme titulaire indiscutable dans sa nouvelle équipe en délivrant à chaque matches de très bonnes prestations.
Il confirmera ses bonnes performances au cours de la saison 2018-2019 en alignant 6 passes décisives à mi championnat, le plaçant numéro 1 à son poste dans les 5 grands championnats européens.
Le 1er février 2021, il s'engage jusqu'en 2023 avec le club grec de l'Olympiakós. Le montant du transfert est estimé aux alentours de 2,5 millions d'euros. 

## Statistiques
| Saison                | Club                  | Championnat           | Championnat | Championnat | Coupe nationale | Coupe nationale | Coupe de la Ligue | Coupe de la Ligue | Compétition(s) continentale(s) | Compétition(s) continentale(s) | Compétition(s) continentale(s) | Total | Total |
| Saison                | Club                  | Division              | M.          | B.          | M.              | B.              | M.                | B.                | Comp.                          | M.                             | B.                             | M.    | B.    |
| 2010-2011             | Paris FC              | National              | 33          | 0           | 6               | 0               | -                 | -                 | -                              | -                              | -                              | 39    | 0     |
| 2011-2012             | Valenciennes FC       | Ligue 1               | 2           | 0           | -               | -               | -                 | -                 | -                              | -                              | -                              | 2     | 0     |
| 2012-2013             | Valenciennes FC       | Ligue 1               | 7           | 1           | -               | -               | -                 | -                 | -                              | -                              | -                              | 7     | 1     |
| 2013-2014             | Valenciennes FC       | Ligue 1               | 17          | 0           | 1               | 0               | -                 | -                 | -                              | -                              | -                              | 18    | 0     |
| 2014-2015             | Valenciennes FC       | Ligue 2               | 35          | 0           | 4               | 0               | -                 | -                 | -                              | -                              | -                              | 39    | 0     |
| Sous-total            | Sous-total            | Sous-total            | 61          | 1           | 5               | 0               | -                 | -                 | -                              | -                              | -                              | 66    | 1     |
| 2015-2016             | RC Lens               | Ligue 2               | 33          | 1           | -               | -               | 1                 | 0                 | -                              | -                              | -                              | 34    | 1     |
| 2016-2017             | RC Lens               | Ligue 2               | 37          | 1           | 3               | 0               | 1                 | 0                 | -                              | -                              | -                              | 41    | 1     |
| Sous-total            | Sous-total            | Sous-total            | 70          | 2           | 3               | 0               | 2                 | 0                 | -                              | -                              | -                              | 75    | 2     |
| 2017-2018             | RC Strasbourg         | Ligue 1               | 31          | 3           | 4               | 0               | 2                 | 0                 | -                              | -                              | -                              | 37    | 3     |
| 2018-2019             | RC Strasbourg         | Ligue 1               | 34          | 5           | 1               | 0               | 5                 | 0                 | -                              | -                              | -                              | 40    | 5     |
| 2019-2020             | RC Strasbourg         | Ligue 1               | 25          | 2           | 2               | 0               | 2                 | 0                 | C3                             | 4                              | 0                              | 33    | 2     |
| 2020-2021             | RC Strasbourg         | Ligue 1               | 21          | 3           | -               | -               | -                 | -                 | -                              | -                              | -                              | 21    | 3     |
| Sous-total            | Sous-total            | Sous-total            | 111         | 13          | 7               | 0               | 9                 | 0                 | -                              | 4                              | 0                              | 131   | 13    |
| 2020-2021             | Olympiakós            | Super League          | 5           | 0           | 2               | 0               | -                 | -                 | C3                             | 4                              | 0                              | 11    | 0     |
| 2021-2022             | Olympiakós            | Super League          | 28          | 0           | 2               | 0               | -                 | -                 | C1+C3                          | 3+7                            | 0                              | 40    | 0     |
| Sous-total            | Sous-total            | Sous-total            | 33          | 0           | 4               | 0               | -                 | -                 | -                              | 14                             | 0                              | 51    | 0     |
| 2022-2023             | Stade brestois 29     | Ligue 1               | 17          | 0           | 2               | 0               | -                 | -                 | -                              | -                              | -                              | 19    | 0     |
| 2023-2024             | Stade brestois 29     | Ligue 1               | 33          | 2           | 3               | 1               | -                 | -                 | -                              | -                              | -                              | 36    | 3     |
| 2024-2025             | Stade brestois 29     | Ligue 1               | 30          | 3           | 2               | 0               | -                 | -                 | C1                             | 8                              | 0                              | 40    | 3     |
| 2025-2026             | Stade brestois 29     | Ligue 1               | 1           | 0           | -               | -               | -                 | -                 | -                              | -                              | -                              | 1     | 0     |
| Sous-total            | Sous-total            | Sous-total            | 81          | 5           | 7               | 1               | -                 | -                 | -                              | 8                              | 0                              | 96    | 6     |
| Total sur la carrière | Total sur la carrière | Total sur la carrière | 389         | 21          | 32              | 1               | 11                | 0                 | -                              | 26                             | 0                              | 458   | 22    |

## Palmarès
- RC Strasbourg
  - Vainqueur de la Coupe de la Ligue en 2019.
- Olympiakós
  - Vainqueur du Championnat de Grèce en 2021 et 2022

## Distinctions
- Décembre 2018 : Trophée UNFP du joueur du mois en Ligue 1[6] ;
- Nommé dans l'équipe type de Ligue 1 lors des Trophées UNFP 2019[7].